# Cleveland State Vikings

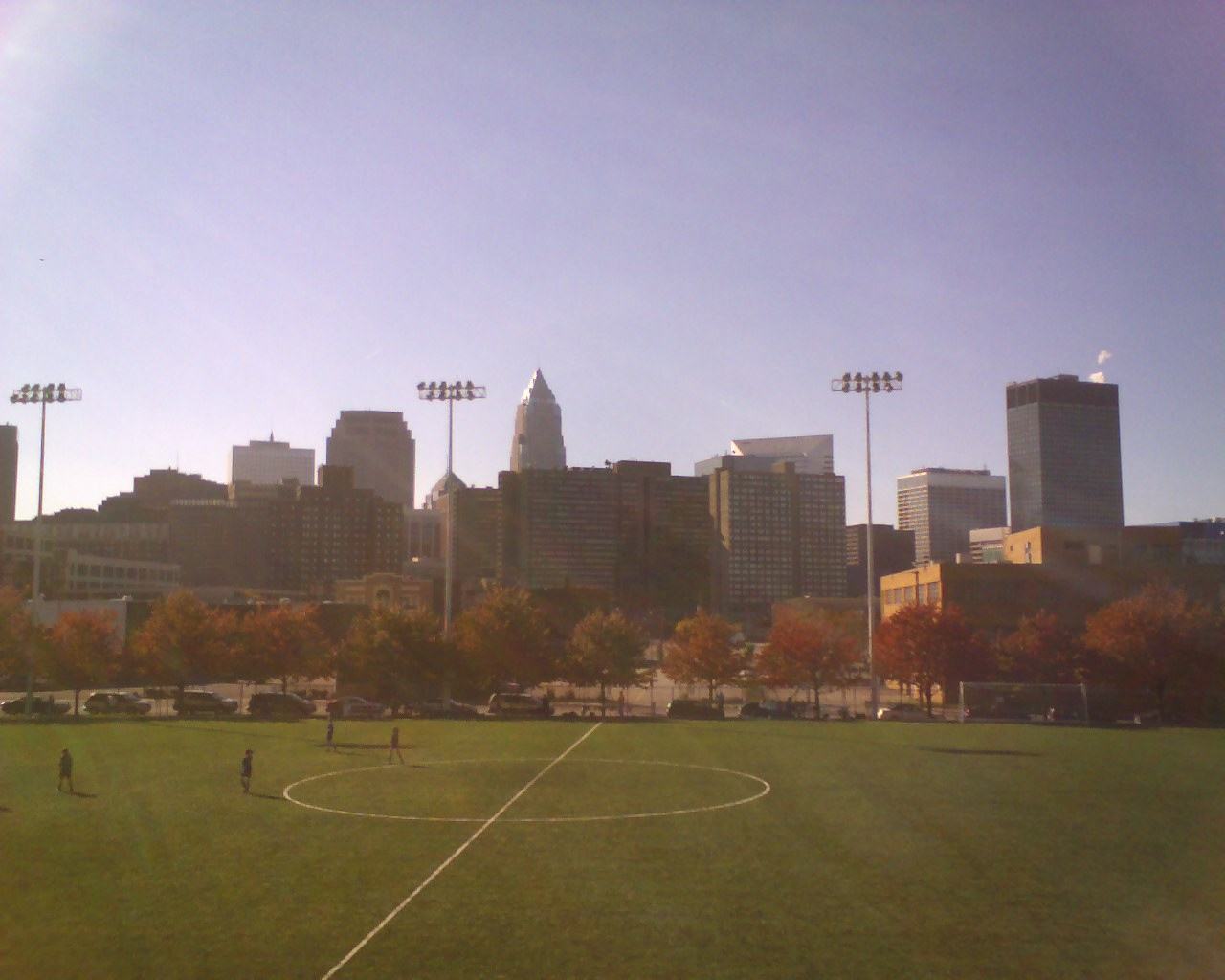
Krenzler Field.

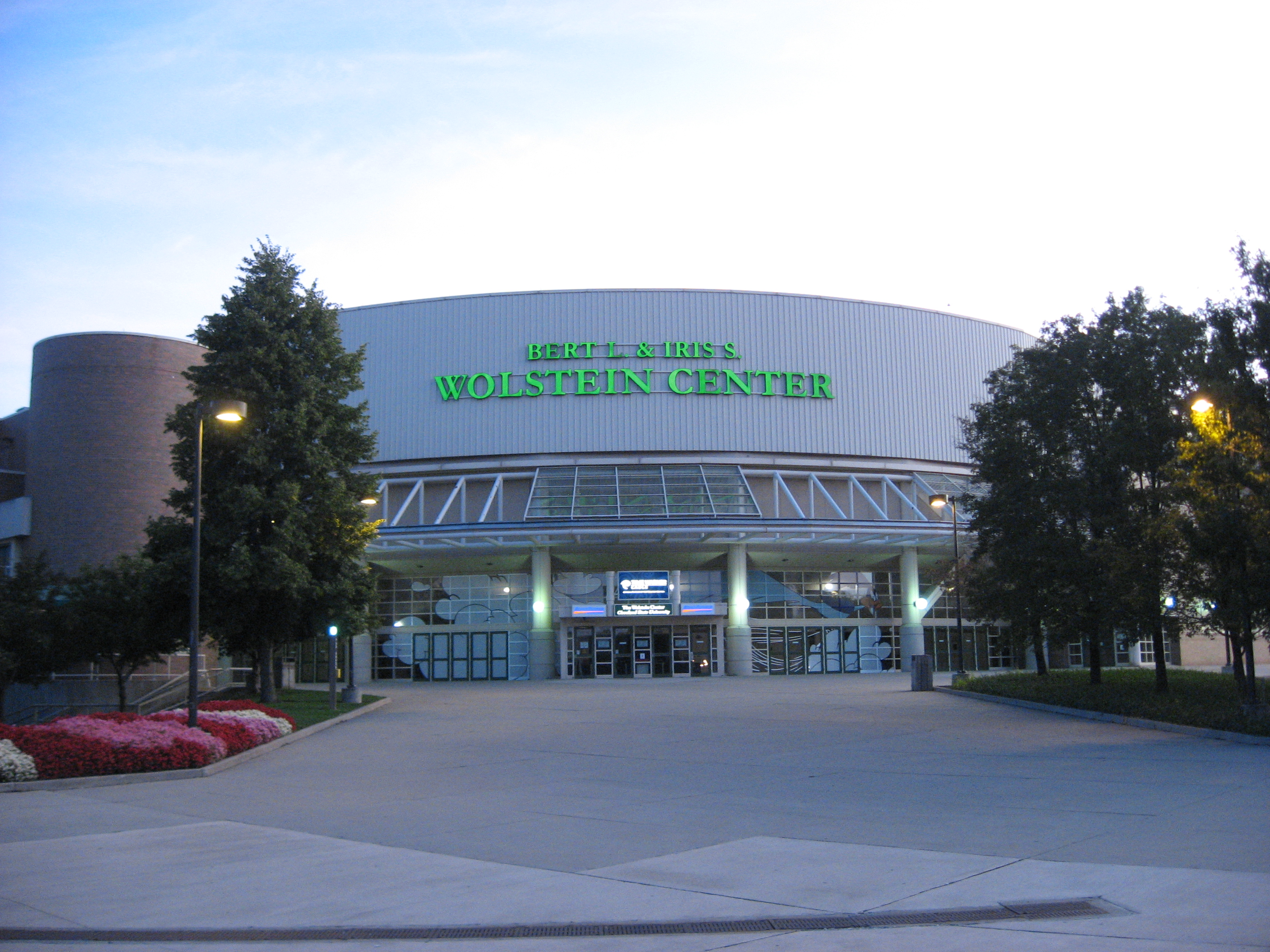
Wolstein Center.

Cleveland State Vikings (español: Vikingos de la Estatal de Cleveland) es el nombre que reciben los equipos deportivos de la Universidad Estatal de Cleveland, situada en Cleveland, en el estado de Ohio. Los equipos de los Vikings participan en las competiciones universitarias organizadas por la NCAA, y forman parte de la Horizon League, excepto en el lacrosse masculino, que compite en la Northeast Conference, y la lucha libre, que es en la Mid-American Conference. Hasta 1965 a la institución académica se la conocía como Fenn College, y los equipos deportivos eran denominados Foxes (español: Zorros).

## Apodo y mascota
El apodo de los equipos deportivos de la universidad es el de Vikings, a veces denominados Vikes. Durante muchos años la mascota del equipo era el personaje del cómic Hägar the Horrible, conocido en España como Olafo el vikingo, junto con su esposa Helga. En 1997 se presentó una nueva mascota, llamada Vike, que fue sustituyendo paulatinamente al personaje de las tiras cómicas de los periódicos. En 2007 cambiaron nuevamente de diseño, pasándose a llamar, por votación popular, Magnus.

## Programa deportivo
Los Vikings participan en las siguientes modalidades deportivas:
| - Masculino - Baloncesto - Béisbol - Esgrima - Fútbol - Golf - Lacrosse - Lucha libre - Natación - Tenis | - Femenino - Baloncesto - Cross - Esgrima - Fútbol - Golf - Natación - Sóftbol - Tenis - Voleibol |

### Baloncesto
El equipo masculino de baloncesto debutó en competición en 1929. Ha ganado en tres ocasiones la liga regular de conferencia, y en una el torneo de la misma, en 1986, lo que le valió para conseguir su única aparición en la Fase Final de la NCAA, en la que ganaron a dos de los equipos favoritos, la Universidad de Indiana y la de Saint Joseph's, antes de caer derrotados ante Navy en octavos de final por un solo punto, 70-71.
Tres jugadores de los Vikings han llegado a jugar en la NBA, destacando Franklin Edwards, que fue elegido en la primera ronda del Draft de 1981, y que jugó durante 7 temporadas en la liga profesional.

### Béisbol
El equipo de béisbol compite desde 1932, y desde entonces han ganado en dos ocasiones el torneo de su conferencia, en 1986 y 1989, y solamente en una ocasión han llegado a jugar las fases finales, en el año 1973. Cuatro de sus jugadores han llegado a debutar en las Grandes Ligas de Béisbol.

### Fútbol
El equipo masculino de fútbol hga ganado en 3 ocasiones el título de conferencia, y ha llegado en 8 ocasiones a disputar el título nacional, siendo sus mejores resultados dos terceras rondas en 1969 y 1977.

## Instalaciones deportivas
- Wolstein Center. Es el pabellón donde se disputa el baloncesto, tanto masculino como femenino. fue inaugurado el 1 de noviembre de 1991, y tiene una capacidad para 13.610 espectadores.[5]
- Krenzler Field. Es el estadio donde se disputa el fútbol. Tiene una capacidad para 1.680 espectadores, y fue construido en 1985.[6]
- Viking Field. Es el estadio donde se disputa el sóftbol. Tiene una capacidad para 500 espectadores sentados, y fue levantado en 1996.[7]